# Von Essen Bank

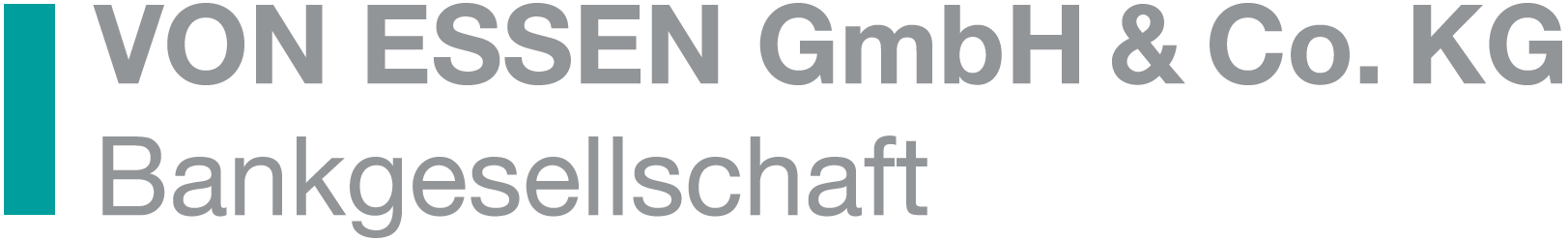
Ehemaliges Logo

Die Von Essen Bank GmbH (Eigenschreibweise: VON ESSEN Bank) war ein deutsches Kreditinstitut mit Sitz in Essen. 

## Geschichte
Die Von Essen Bank wurde 1969 als City-Teilzahlungs-Bank Klaus Rolf KG gegründet und war im Privatkundensegment tätig.
Das Kreditinstitut war ein Tochterunternehmen der Fortis Bank, diese wurde am 1. Mai 2009 von der BNP-Paribas-Gruppe übernommen. Im Juni 2016 wurde die Firmierung sowie die Rechtsform von Von Essen GmbH & Co. KG Bankgesellschaft in Von Essen Bank GmbH geändert. 
Im April 2019 führte die BNP-Paribas-Gruppe ihre beiden Konsumentenkrediteinheiten, die Von Essen Bank und Consors Finanz, zusammen. Seitdem firmiert das Konsumentenkreditgeschäft der BNP-Paribas-Gruppe in Deutschland einheitlich unter der Marke Consors Finanz.

## Filialen
Die Bank unterhielt neben ihrem Hauptsitz in Essen (Huyssenalle 86–88) vier weitere Filialen in Berlin, Braunschweig, Duisburg und Stuttgart.